# Неманский проезд
Не́манский прое́зд — проезд, расположенный в Северо-Западном административном округе города Москвы на территории района Строгино.

## История
Проезд получил своё название 6 августа 1979 года по реке Неман, протекающей по территории Белоруссии, Литве и Калининградской области России.

## Расположение
Неманский проезд проходит от улицы Исаковского и аллеи Дорога Жизни на юг параллельно МКАД, пересекает улицу Маршала Катукова и Мякининский проезд, проходит мимо западного конца Строгинского бульвара и далее оканчивается. Нумерация начинается от улицы Исаковского.

## Примечательные здания и сооружения
По нечётной стороне:
По чётной стороне:

## Транспорт

### Автобус
- 436 (пригородный): от Мякининского проезда до улицы Маршала Катукова,
- 436 (Химки): от Мякининского проезда до улицы Маршала Катукова,
- 631 (Станция метро «Тушинская» — 3-й микрорайон Строгина),
- 638 (Станция метро «Щукинская» — Мякинино),
- 652 (3-й микрорайон Строгина — 13-й микрорайон Строгина),
- 687 (Мякинино — Станция метро «Щукинская»).

### Метро
- Станция метро «Мякинино» Арбатско-Покровской линии — северо-западнее проезда, в торгово-выставочном и деловом центре «Крокус Сити»
- Станция метро «Строгино» Арбатско-Покровской линии — юго-восточнее проезда, на Строгинском бульваре

### Остановки наземного городского пассажирского транспорта
— «Департамент труда и занятости» — Автобусы №: 631, 652, 687.
— «4-й микрорайон Строгина» — Автобусы №: 631, 652, 687.
— «Неманский проезд» — Автобусы №: 631, 638, 652, 687.
— «Почта» — Автобусы №: 638, 687.